# غونسالو فرانكو
غونسالو فرانكو (بالبرتغالية: Gonçalo Franco‏) هو لاعب كرة قدم برتغالي، ولد في 17 نوفمبر 2000 في بورتو في البرتغال.

## وصلات خارجية
- غونسالو فرانكو على موقع قاعدة بيانات كرة القدم.إي يو (الإنجليزية)
- غونسالو فرانكو على موقع Soccerway.com (الإنجليزية)